# 日本テレビ土曜8時枠連続ドラマ
日本テレビ土曜8時枠連続ドラマ（にほんてれびどようはちじわくれんぞくどらま）は、過去6期に渡って日本テレビ系列の土曜20時台（JST。それ以外の時も有り）に放送されたテレビドラマの枠である。

## 歴史
- この枠はプロレス番組・単発特別番組枠・バラエティ番組のイメージが強いが、かつてはドラマも放送していた。
- 最初の作品は時代劇『半七捕物帳』。その後何度かプロ野球中継などを挟みながら、1970年の『青春太閤記 いまにみておれ!』（主演：なべおさみ）まで続くが、『右門捕物帖』からは30分繰下げるも、再び中断した後、1972年4月1日から元の枠で『黒帯風雲録 柔』で再開、しかし終了と同時にドラマは長期の中断となる。
- それから17年後の1989年10月28日、『野望の国』で久々にドラマを始めるも、5ヶ月で終了。以後現在に至るまでドラマは放送されていない。この時間帯の2023年現在は『世界一受けたい授業』というバラエティ番組枠が放送されている。

## 作品リスト

### 第1期
- 半七捕物帳（二代目尾上松緑主演版）（1961年11月4日 - 1962年6月9日）

### 第2期
- カートライト兄弟（1962年10月 - 1965年4月） - プロ野球中継で中断あり。

### 第3期
- 宮本武蔵（北大路欣也主演版）（1965年10月30日 - 1966年4月16日）
- 特ダネ記者（1966年4月23日 - 1967年10月7日）
- ぜったい多数（1967年10月14日 - 11月11日）
- 太陽野郎（1967年11月18日 - 1968年4月20日）

### 第4期
- かみなり三代（1968年10月12日 - 1969年2月22日）
- 無用ノ介（1969年3月1日 - 9月20日）
- 右門捕物帖（二代目中村吉右衛門主演版）（1969年10月4日 - 1970年3月28日） - ここから20:30 - 21:26枠。
- 青春太閤記 いまにみておれ!（1970年4月4日 - 9月26日） - ここまで20:30 - 21:26枠。
- 謎の円盤UFO（1970年10月7日 - 1971年3月26日） - 海外作品。再び20:00 - 20:56枠。

### 第5期
- 黒帯風雲録 柔（1972年4月1日 - 9月16日）

### 第6期
- 野望の国（1989年10月28日 - 1990年2月24日） - 20:00 - 20:54枠。

## 参考資料
「キー局番組変遷編成ひょ～」ほか